# Mentuhotep (Schatzmeister)
Mentuhotep war ein altägyptischer Schatzmeister, der unter Sesostris I. (nach dessen 22. Regierungsjahr) amtierte.

## Allgemeines
Mentuhotep ist von einer großen Anzahl an Monumenten bekannt. In el-Lischt hatte er östlich der Sesotris-I.-Pyramide ein großes Mastabagrab und in Abydos eine Kapelle in der eine große Stele stand. Hier trägt er auch den Titel eines Wesirs, wobei es aber umstritten ist, ob er amtierender Wesir war, oder diesen Titel nur ehrenhalber trug. Es gibt kaum fest datierte Objekte mit seinem Namen, doch hatte im 22. Regierungsjahr von Sesostris I. ein gewisser Sobekhotep das Amt des Schatzmeisters inne, sodass Mentuhotep wahrscheinlich danach anzusetzen ist. Die Lage seines Grabes deutet an, dass er nicht vorher amtierte, da Grabanlagen in Pyramidennähe erst nach Fertigstellung der Pyramide zu erwarten sind.

Statuen des Mentuhotep aus dem Tempel von Karnak
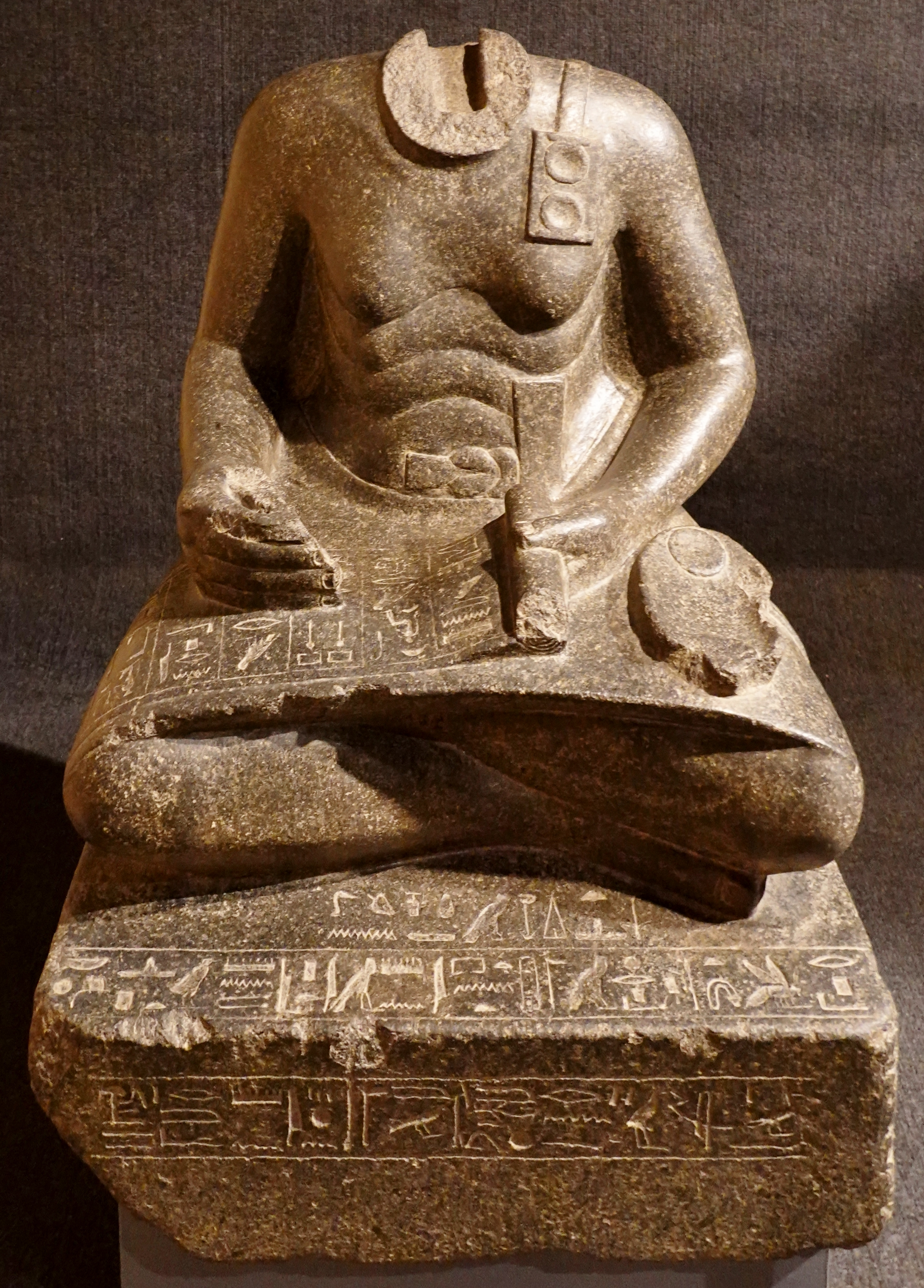
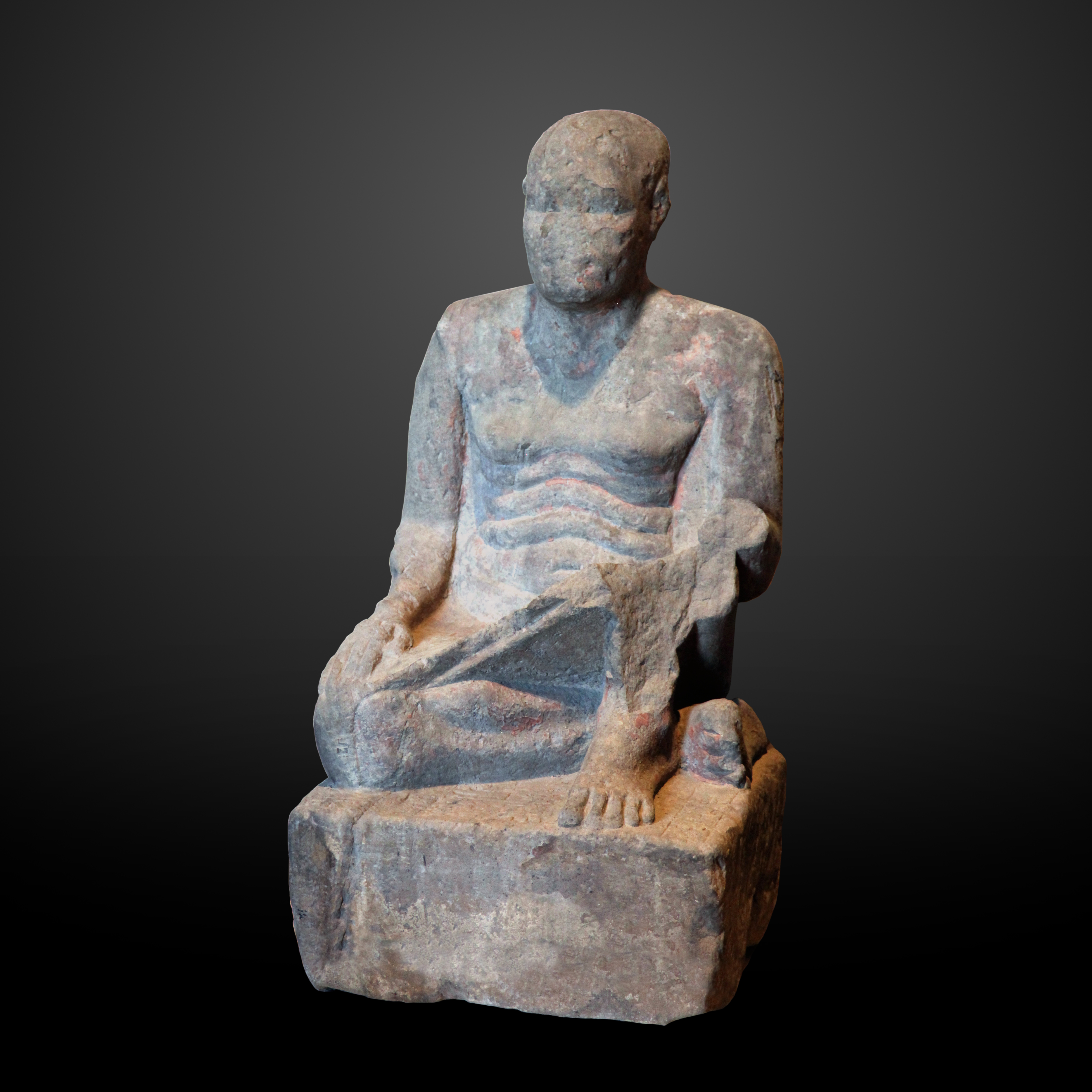

Es fanden sich verschiedene Statuen von ihm im Amun-Tempel in Karnak. Aus den Inschriften auf seinen Statuen in Karnak kann geschlossen werden, dass er der Hauptarchitekt des Amuntempels war, der der Kern des großen Tempels des Neuen Reiches werden sollte. Mentuhotep scheint auch den Osiristempel in Abydos neu aufgebaut zu haben. Die Lage seines Grabes in Kombination mit seinen Titeln legt auch die Möglichkeit nahe, dass er der Architekt der Pyramide von Sesostris I. war.
Es ist vermutet worden, dass er der Autor verschiedener literarischer Texte, vor allem der sog. Loyalistischen Lehre, war.

## Die Mastaba
Das Grab des Mentuhotep in el-Lischt ist nicht gut erhalten, war aber einst eine der größten privaten Anlagen im dortigen Friedhof. Der Bau stand direkt östlich der Pyramide von Sesostris I., südlich des Aufweges. Die Mastaba war 14,14 × 29 m groß und hatte wahrscheinlich einen mit Säulen dekorierten Innenhof. Die Wände waren mit Reliefs geschmückt. Es fanden sich Fragmente von zehn lebensgroßen Statuen. Der ganze Bau war bis zu den Grundmauern von Steinräubern abgetragen, sodass wenig zu dem Grundriss gesagt werden kann. Die Mastaba war von einer Lehmziegelmauer umgeben. Sie war 2,1–2,89 m stark und hatte die Ausmaße von circa 32 × 45 m (an den Außenseiten). Innerhalb der Mauer, südlich der Mastaba befanden sich acht Räume, wahrscheinlich für Priester und dem Totenkult. Im Norden führte ein Schacht zu den unterirdischen Räumen. In der Grabkammer fanden sich zwei Sarkophage, einer davon zerbrochen und nie benutzt, der andere aus Granit und gut erhalten. Er ist außen mit einer Palastfassade dekoriert und innen mit Sargtexten, Gerätefriesen und einer Opferliste versehen.